# Авл Платорий Непот Апоний Италик Маниллиан
Авл Плато́рий Не́пот Апо́ний Ита́лик Манилиа́н (лат. Aulus Platorius/Plaetorius Nepos Aponius Italicus Manilianus; умер после 127 года) — римский политический деятель из плебейского рода Платориев/Плеториев, консул-суффект в 119 году.

## Биография
О родителях Манилиана нет сведений. По различным сведениям, семья Платория (или Плетория) происходила либо из Бетики, либо из Аквилеи или Иллирии. Службу Авл начал в должности члена коллегии вигинтивиров (занимался выполнением решений судей). Отличился во время первого дакийского похода Траяна. Будучи военным трибуном XII легиона Фортуны Перворожденной, Италик участвовал в 105—108 годах в окончательном покорении Дакии. В 108 году он становится народным трибуном, а в 109—110 годах — куратором Кассиевой, Траяновой и Клодиевой дорог.
С 110 по 112 год Маниллиан был квестором в Македонии. В 113 году он принимал участие в покорении Армении. В 114—117 годах Авл воевал против Парфии. В 115 году он находился на посту претора.
В 119 году Маниллиан занимал должность консула-суффекта. В том же году он вошел в состав коллегии авгуров. В 120—121 годах в качестве императорского легата пропретора Апоний руководил провинциями Фракия, в 121—122 годах — Нижняя Германия, в 122—127 годах — Британией. Во время его британского наместничества началось возведение вала Адриана. О дальнейшей судьбе Платория нет сведений. По некоторым сведениям, в конце правления Адриана попал в немилость и был отстранён от всяких должностей.